# Delicatessen (Film)
Delicatessen ist ein französischer Spielfilm von Jean-Pierre Jeunet und Marc Caro aus dem Jahr 1991. Der Film ist das Spielfilmdebüt der beiden Regisseure und weist bereits zahlreiche Stilelemente und Motive der späteren Erfolgsfilme Die Stadt der verlorenen Kinder und Die fabelhafte Welt der Amélie auf.

## Handlung
Die skurrile Handlung spielt in einer düsteren Stadtruine an einem nicht näher bestimmten dystopischen Ort und zu einer unbestimmten Zeit. Mode, Frisur und Einrichtung sind an den Stil der 1940er Jahre angelehnt. Es gibt kaum noch Fleisch oder andere Lebensmittel. Daher konnte sich ein Fleischer mörderischen Wohlstand erarbeiten: Regelmäßig stellt er neue Hausmeister ein, um sie bereits nach wenigen Tagen zu schlachten und portionsweise an die hungernden Hausbewohner – gegen Mais, die offizielle Geldwährung – zu verkaufen. Als neuestes Opfer ist Louison auserkoren, ein ehemaliger Clown, der zwar wenig Fleisch auf den Rippen hat, sich mit handwerklichem Geschick aber recht gut einlebt. Als Julie, die Tochter des Fleischers, sich jedoch in Louison verliebt, beginnt die Sache aus dem Ruder zu laufen.
Die groteske Rahmenhandlung (Kannibalismus) und eine bizarre Kulisse bieten allerlei verschrobenen und komischen Charakteren ihren Spielplatz – jeder von ihnen greift auf seine Weise, ohne es zu wollen, in den Handlungsstrang ein. Da ist eine lebensmüde Bürgerliche, die Tag für Tag vergeblich aufs Neue versucht, mittels einer kreativ konstruierten Rube-Goldberg-Vorrichtung ihrem Leben ein Ende zu bereiten, nur weil sie seltsame Stimmen hört – die ihr, wie sich später herausstellt, über ein Wasserrohr von einem übelwollenden Mitbewohner zugeflüstert werden. Oder aber ein alter Frosch- und Schneckenliebhaber, der es sich in einem feuchten Verlies mit seinen kleinen Freunden gemütlich gemacht hat. Da ist ein Briefträger, der die Tochter des Fleischers begehrt, oder eine Großmutter, die endlos an einem Pullover strickt, der am anderen Ende gleich wieder auf die Wollspindel aufgewickelt wird. Und nicht zuletzt eine Gruppe tollpatschiger Untergrundrebellen, die Troglodisten, die wegen der Dunkelheit in der Kanalisation wie Minenarbeiter mit Helmlampen herumlaufen.

## Vorspann
Der Film hat eine originelle Namensnennung: Während Namen und Funktion genannt werden, zeigt die Kamera Gegenstände und Arbeitsmittel des Bereichs, beispielsweise Schneiderwerkzeug und ein Kleidungsstück bei „Kostüme“, einen Zollstock bei „Dekoration“ oder eine zerbrochene Schallplatte bei „Musik“.

## Auszeichnungen
Delicatessen wurde mit vier Césars für Drehbuch, Schnitt und Szenenbild sowie für den besten Erstlingsfilm ausgezeichnet.

## Kritiken
„Die makabre Ausgangsidee beschreibt eine marode Welt, in der alle zivilisatorischen Werte hintangestellt sind, und fächert sich in zahlreiche Episoden voller ausufernder Einfälle zwischen Surrealismus, Slapstick und Comic Strip auf; faszinierend und sehenswert ist der Film vor allem dann, wenn sich die Fabel zugunsten von Bewegungen, Tönen, Farben und Ideen in einem eigenwilligen Erzählrhythmus auflöst.“

„Makabre Kult-Komödie über Kannibalismus, Kondome, Kurzsichtigkeit und die Liebe. Fazit: Selten gezeigte Skurrilität im eigenen Stil.“

## Hintergrund
Die Idee zu dem Film kam dem Regisseur Jean-Pierre Jeunet, als er mit seiner damaligen Verlobten über einer Metzgerei wohnte. Täglich in den Morgenstunden hörte Jeunet die Hackgeräusche des arbeitenden Fleischers unten in der Metzgerei. Wegen des störenden Arbeitslärms aus der Metzgerei zog das Paar einen Umzug in Betracht. Zum Scherz mutmaßte Jeunets Verlobte, dass der Fleischer womöglich die Mieter oben im siebten Stockwerk zerhacke, aus ihnen Wurst fabriziere und sich allmählich Stockwerk für Stockwerk nach unten arbeite, bis es schließlich ihr und Jeunet an den Kragen gehe. Dieser makabre Witz inspirierte den Filmemacher zu seinem Film Delicatessen.